# Johannes von Geissel
Johannes Geissel (ur. 5 lutego 1796 w Gimmeldingen, zm. 8 września 1864 w Kolonii) – niemiecki duchowny katolicki, kardynał.

## Życiorys
Przyjął święcenia kapłańskie 22 sierpnia 1818 w Spirze. 19 maja 1837 mianowany biskupem Spiry i 13 sierpnia 1837 przyjął sakrę biskupią z rąk arcybiskupa Bambergu Joseph Maria Johann Nepomuk von Fraunberg. Koadiutor koloński i biskup tytularny Ikonium (1842-1845). Od 1845 arcybiskup metropolita Kolonii. Kreowany kardynałem na konsystorzu 30 września 1850 z tytułem prezbitera San Lorenzo in Panisperna.